# KS Lushnja
KS Lushnja – albański klub piłkarski, mający siedzibę w mieście Lushnja, w środkowo-zachodniej części kraju. Obecnie występuje w Kategoria e Parë.

## Historia
Chronologia nazw:
- 1926: KS Lushnja
- 1945: Traktori Lushnja
- 1950: SK Lushnja
- 1951: Puna Lushnja
- 1958: Traktori Lushnja
- 1991: KS Lushnja

Klub piłkarski KS Lushnja został założony w miejscowości Lushnja w 1926 roku. W 1948 zadebiutował w pierwszej lidze albańskiej i spadł z niej po sezonie. W 1950 nazywał się SK Lushnja, a rok później Puna Lushnja. W 1958 i 1991 powracał do dawnych nazw.
W 1996 trenerem drużyny był Mario Kempes, który odniósł duży sukces z zespołem, wygrywając drugą ligę. Był pierwszym zagranicznym trenerem pracującym w Albanii i to on jako pierwszy zatrudnił zagranicznego piłkarza w klubie.
W sezonie 2007/2008 zespół awansował do Kategoria Superiore, zajmując 3. miejsce w drugiej lidze i wygrywając baraż z KS Kastrioti po rzutach karnych. W następnym sezonie klub został zdegradowany do drugiej ligi, zajmując przedostatnie, 11. miejsce w lidze.
Trenerem zespołu jest Ilir Gjyla.

## Sukcesy
- 1. miejsce w Kategoria e Parë

1960, 1982, 1988, 1990, 1996, 2013.
- Finalista Pucharu Albanii

1978, 1998, 2000.

## Piłkarze, trenerzy, prezydenci i właściciele klubu

### Piłkarze

#### Aktualny skład zespołu
| Nr | Poz. | Piłkarz          |
| -- | ---- | ---------------- |
| 1  | BR   | Olti Haremi      |
| 3  | PO   | Dionis Musaku    |
| 4  | OB   | Renato Dervishi  |
| 5  | NA   | Marjus Korreshi  |
| 6  | NA   | Rediol Ademi     |
| 7  | PO   | Melis Haxhiu     |
| 8  | NA   | Armando Mezini   |
| 9  | NA   | Arbër Allkanjari |
| 10 | PO   | Okeljan Baze     |
| 11 | NA   | Ervis Gjyla      |
| 14 | PO   | Ledian Taullau   |
| 15 | PO   | Ergys Alushi     |
| 16 | OB   | Rudin Nako       |
| 19 | NA   | Klejdis Branica  |

| Nr | Poz. | Piłkarz               |
| -- | ---- | --------------------- |
| 25 | PO   | Enea Sulkja           |
| 29 | NA   | Fatjon Sefa (kapitan) |
| 77 | OB   | Arbër Mone            |
|    | BR   | Klajdi Gurrica        |
|    | PO   | Orgest Gava           |
|    | BR   | Ariol Kaloshi         |
|    | OB   | Ledion Ruço           |
|    | NA   | Brunild Pepa          |
|    | NA   | Endi Gjyla            |
|    | OB   | Endrien Magani        |
|    | NA   | Mikel Canka           |
|    | OB   | Adriatik Basha        |
|    | OB   | Aldo Bani             |
|    | OB   | Denis Brahimaj        |